# Bordeauxviner

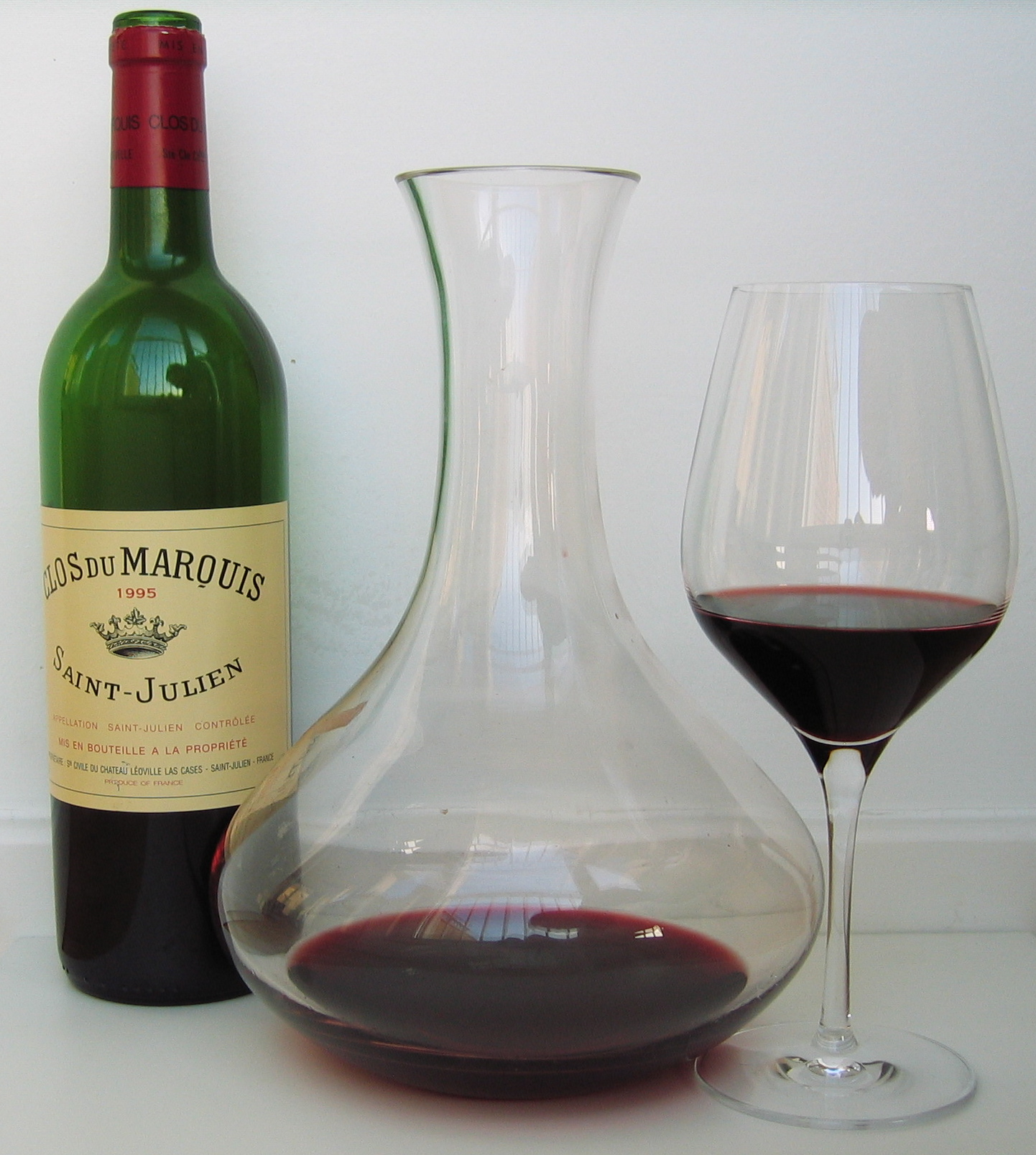
Bättre Bordeauxviner serveras ofta från karaff, unga viner för att luftas och mogna röda för att de behöver dekanteras från fällning.

Bordeauxviner är viner från departementet Gironde i sydvästra Frankrike, kring staden Bordeaux. Regionen anses ofta vara världens mest framstående för röda kvalitetsviner. Kännetecknande för vinerna är att de inte görs av en enda druva, utan en blandning av druvor. De druvor som används är Cabernet Sauvignon, Cabernet Franc, Merlot, Malbec och Petit Verdot för röda viner samt Sauvignon Blanc, Sémillon och Muscadelle för vita. Kvalitetsvinerna i Bordeaux är kända för att kunna lagras länge på flaska. Bättre årgångar kan utvecklas 20 år eller mer vid lagringen.

## Historik
Romarna började plantera vindruvor i Bordeaux. Efter romarrikets fall verkar vinframställningen ha dött ut i Bordeaux, men i början på 1000-talet tog vinframställningen fart igen. Inför världsutställningen 1855, som hölls i Paris, klassades de främsta vinerna i Bordeaux, och som grund för bedömningen hade man priset på vinerna vid den tidpunkten. I praktiken blev dock enbart vinerna i Médoc och Sauternes klassificerade. Under senare delen av 1990-talet har priserna på vinerna trissats upp och det är inte ovanligt att nya viner från de finaste slotten kostar flera tusen kronor i handeln. Vinerna har dock upplevt minskad efterfrågan under 2004 och 2005, varför priset är på väg något neråt igen. Under senare år har efterfrågan och priser ökat markant igen.

## Indelning
Genom Bordeaux-distriktet rinner floderna Garonne och Dordogne, vilka har sitt utlopp i mynningsviken Gironde. Viken Gironde genomkorsar den lägre delen av Bordeaux-distriktet och har gett upphov till de, ibland använda, informella begreppen vänstra respektive högra stranden. Denna indelning har en viss relevans, även om den inte är geografiskt korrekt, då "vänstra stranden" (väster om Gironde och Garonne) respektive "högra stranden" (öster om Gironde och norr om Dordogne) har sina respektive kännetecken och förutsättningar. Mer korrekt är att prata om västra respektive östra Bordeaux. Bordeaux är formellt indelat i delområden (appellationer) där kvalitetsområdena framför andra är Médoc, Haut Médoc (på den "vänstra stranden") samt Pomerol och Saint-Émilion (tillhör "högra stranden"). Haut Médoc är i sin tur indelat i kommunerna St. Estéphe, Pauillac, St. Julien, Margaux, Listrac och Moulis, vilka också utgör appellationer. Pauillac anses ge de största, stramaste och välstrukturerade vinerna.  Margaux anses dock ofta ha större finess.
Mellan de två floderna ligger Entre-deux-Mers, som framför allt producerar viner med appellationen Bordeaux som ursprung, samt vita torra viner baserade på sauvignon blanc. 
Hörande till Bordeauxdistriktet är också området Graves strax söder om staden Bordeaux. Här görs också till största delen röda viner. Inom distriktet Graves finns dock de högt värderade söta vita Sauternesvinerna.
På den västra stranden härskar Cabernet Sauvignon. Det beror på att detta område har det mildaste klimatet i Bordeaux samt att jorden innehåller mycket grus vilket denna druva trivs bra i. Vanligen blandas druvan med Cabernet Franc och Merlot till några delar. På den mer lantliga östra stranden, där jorden består av kalksten och klibbig lera, är förhållandet det omvända. Där dominerar Merlot och Cabernet Franc vilka blandas upp med Cabernet Sauvignon. Andra druvor som förekommer i blandningar är Malbec och Petit Verdot.

## Kända bordeauxviner
Vid klassningen 1855, på franska kallad Les Grands Crus classés en 1855 , fick följande viner i Médoc den förnämsta utmärkelsen 1er cru classé: Château Latour, Château Lafite Rothschild, Château Margaux, samt Château Haut-Brion från Graves-distriktet. Vid en omklassning 1973 tillkom vinet Château Mouton-Rothschild som tidigare klassats som 2:a cru. Samtliga dessa viner kostar över 2000 kr på Systembolaget när nya årgångar släpps. Lagrade viner har ännu högre pris.
Vinerna i Saint-Èmilion har en egen klassifikation där de förnämsta vinerna delas in i Premiers grands crus (classé A och classé B) respektive Grands crus classés. Efter 2012 års revidering är 18 stycken egendomar klassade som Premiers grands crus, varav 4 stycken Premiers grands crus classés A, och 64 stycken som Grands crus classés. De fyra Premiers grands crus classé A är: Château Angélus, Château Ausone, Château Cheval Blanc och Château Pavie. En flaska Château Cheval Blanc, årgång 2010, kostade 12 661 kronor på Systembolaget, under hösten 2015.
Från distriktet Pomerol kommer vinet Château Petrus, som förmodligen är världens mest exklusiva vin. Det är väldigt få förunnat att få tag på det. Lyckas man är priset sällan under 10 000 kr och årgång 2005 kostade över 27 000 kr då det släpptes hösten 2008.
Bland Sauternesvinerna utmärker sig Château d'Yquem som det mest exklusiva.